# Stoffreinheit
Die Reinheit eines Stoffs bezeichnet den Stoffmengenanteil eines erwünschten Stoffes am gesamten Stoffgemisch. 
Zum Reinigen von Stoffgemischen dienen Trennverfahren in der chemischen und physikalischen Verfahrenstechnik. Sie sind nicht mit dem Reinigen in der Fertigungstechnik zu verwechseln.  

## Grundlagen
Im Idealfall wäre die Reinheit gleich 1 (entspricht 100 %), wenn keine Verunreinigungen enthalten sind. Die Gehaltsangabe fremder Stoffe (Verunreinigungen, Mineralien, Spurenelemente) werden je nach Menge in Prozent (%, Hundertstel), Promille (‰, Tausendstel), ppm (parts per million, Millionstel) oder ppb (parts per billion, Milliardstel) angegeben. Dabei muss allerdings vermerkt sein, ob es sich um eine Volumenkonzentration oder ein Massenverhältnis beziehungsweise einen relativen Stoffmengenanteil handelt.

### Reinheitsklassen
Chemische Stoffe werden meist in verschiedenen Reinheitsklassen gehandelt. Die genaue Spezifikation ist abhängig von Hersteller und Stoff.
Bei der Substanzbezeichnung werden die folgenden Zusätze verwendet (nach zunehmender Reinheit geordnet):
- 1 / roh (auch crudum, crd.) – ungereinigte Qualität
- 2 / technisch – Stoff wird für allgemeine technische Zwecke eingesetzt, in der Regel großtechnisch hergestellt und kann Fremdgeruch und -farbe aufweisen.
- 3 / zur Synthese – Stoff enthält kleinere Mengen an Verunreinigungen, die bei Synthesen zumeist nicht stören, da bei der Herstellung des Syntheseprodukts eine Reinigung stattfindet.
- 4 / rein (purum) – chemisch reine Qualität mit Stoffgehalt von 97 %, sofern nicht anders angegeben. Entspricht in Farbe und charakteristischen Daten weitgehend der einschlägigen Literatur. Geeignet für Synthese- und Laborzwecke. Empfindliche Produkte werden unter Schutzgas abgefüllt.
- 5 / reinst (purissimum, puriss.) – besonders reine Qualität mit Stoffgehalt von mindestens 99 %, häufig mit Analysenzertifikat. Mit gebräuchlichen Analysemethoden können keine Fremdstoffe nachgewiesen werden. Aussehen und charakteristische Daten entsprechen der einschlägigen Literatur. Empfindliche Produkte werden unter Schutzgas abgefüllt.
- 6 / zur Analyse (auch reinst, z. A., p. a. = pro analysi oder analysenrein) – kann für analytische Verfahren verwendet werden, da Gehalt an Fremdsubstanzen angegeben wird.
- 7 / ultrarein – für spezifische Anwendungen, mit ausführlichem Garantieschein und Angabe der Höchstgehalte relevanter Verunreinigungen

Diese Begriffe und ihre Reihenfolge haben eine lange Tradition in der Chemie und Pharmakologie, auch wenn sie bislang nicht genormt sind und die dazugehörige Reinheit durch den jeweiligen Hersteller gemäß Einsatzzweck festgelegt wird. Den gestiegenen Anforderungen der modernen Spurenanalytik begegneten die Hersteller mit neuen Reinheitsgraden wie Traceselect (Fluka) oder Suprapur (Merck).

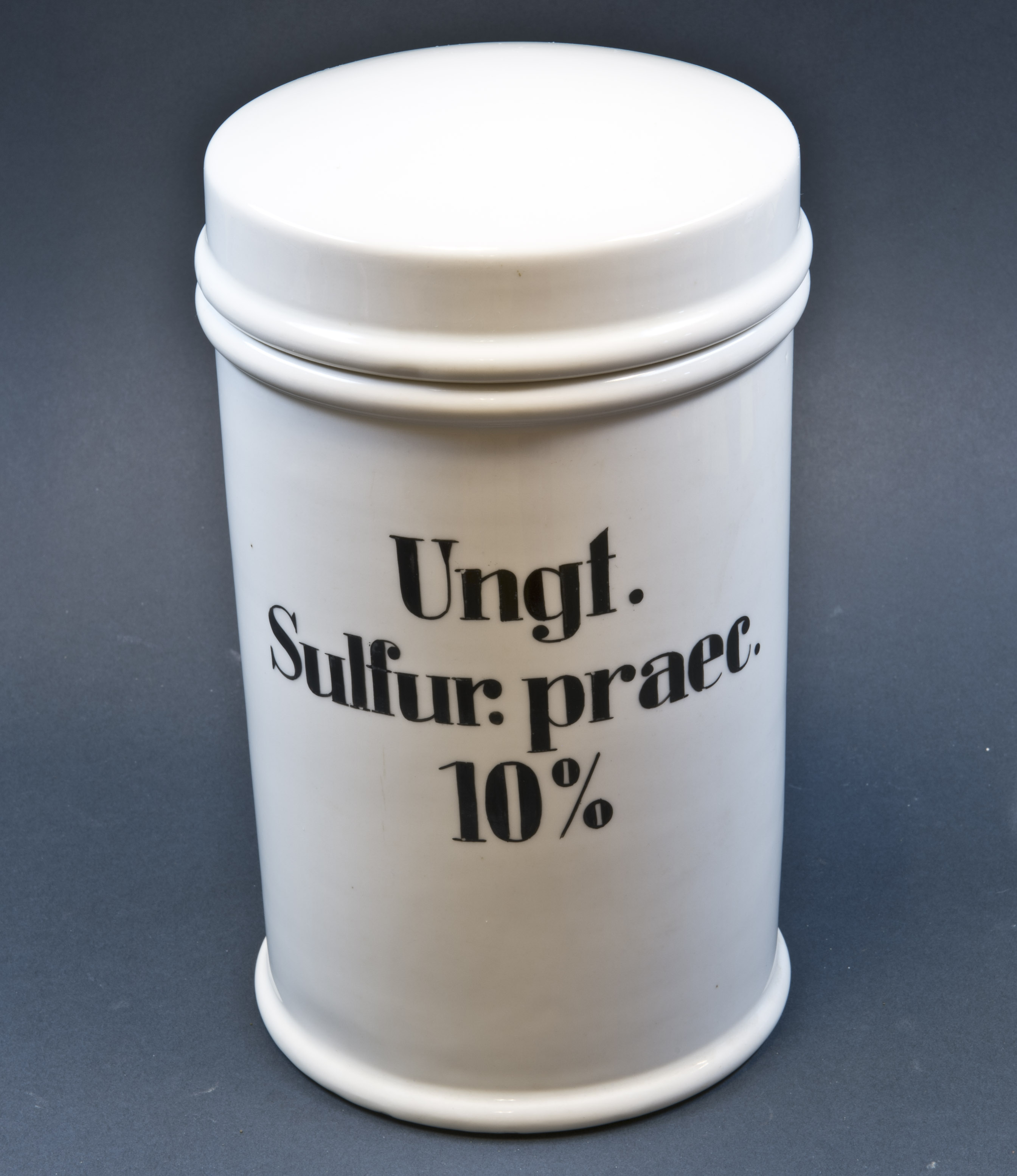
Apothekergefäß mit lateinischen Abkürzungen

### Gebräuchliche Zusatzangaben
Zur genaueren Beschreibung der Reinheit von Chemikalien finden diese Angaben und Abkürzungen Verwendung:
- abs. (absolut) –  gereinigt
- anhydr. (anhydricus) – wasserfrei
- bidest. – doppelt destilliert
- conc. (concentratus) – konzentriert
- cryst. (auch crist., cystallisatum) – kristallisiert
- dep. (auch depur., depuratum) – gereinigt
- dest. (destillatum) – destilliert
- dil. (dilutus) – verdünnt
- GC – gaschromatographisch bestimmte Angabe
- Gew.% – Gewichtsprozent
- glasdestilliert – hochreine Lösungsmittel, die bei Verarbeitung nur mit Glasgeräten in Berührung kommen
- krist. – kristallisiert
- praec. (praecipitatum) – gefällt
- redest. – zweifach destilliert, davon abweichend: destilliert aus Lösemittelabfällen, also erwartungsgemäß mit in Art und Anteil unbekannten Verunreinigungen
- resubl. – zweifach sublimiert
- sicc. (siccatum) – getrocknet, wasserfrei
- sine H2O – ohne Wasser
- sol. (auch solut., solutus) – gelöst
- stab. – stabilisiert
- subl. (sublimatum) – sublimiert
- subt. (subtilis) – fein
- tot. (totus) – im Ganzen, unzerteilt

### Spezifikationen und Technische Merkblätter
- Oft regeln Hersteller und – meist gewerbliche – Verbraucher von Chemikalien die Reinheitsanforderungen (inklusive Toleranzwerte) vertraglich und damit verbindlich miteinander in Spezifikationen unter Angabe von Prüfmethoden.
- Die in „Technischen Merkblättern“ von Herstellern genannten Reinheitsangaben sind oft nur „typische Werte“ und beschreiben eine zugesicherte Qualität zum Nachteil des Kunden oft nur wolkig und unpräzise.

## Arzneistoffe
Besondere Vorschriften können auf den Verwendungszweck zugeschnittene Angaben ergeben, z. B. für Arzneistoffe (Wirkstoffe in Arzneimitteln). Wenn eine Arzneistoff-Bezeichnung (INN) durch einen Hinweis auf eine anerkannte Pharmakopöe ergänzt wird – z. B. Acetylsalicylsäure, Europäisches Arzneibuch –  bezeichnet dies für diese Substanz eine genau definierte Reinheit nach dem Europäischen Arzneibuch (Pharmacopoea Europaea, Ph. Eur., in der Schweiz als Europäische Pharmakopöe bezeichnet). Im Europäischen Arzneibuch [wie in anderen Arzneibüchern, etwa United States Pharmacopeia (USP-NF)] sind zudem auch die Analysenmethoden (Prüfverfahren) zur Reinheitsbestimmung genau angegeben. Die Reinheitsanforderungen und die Analysenmethoden können in den verschiedenen Arzneibüchern voneinander abweichen.

## Angabe der Reinheit bei Gasen
Bei Industriegasen wird die Reinheit mit Hilfe von zweistelligen Kürzeln ausgedrückt. Dabei bezeichnet die erste Ziffer die Anzahl der Neunen, die zweite Ziffer ist die erste von „Neun“ abweichende Dezimalstelle.
Beispiele
- Wasserstoff 6.0 → Wasserstoff mit einer Reinheit von ≥ 99,99990 Vol.-%
- Stickstoff 3.8 → Stickstoff mit einer Reinheit von ≥ 99,98 Vol.-%
- Acetylen 2.4 → Acetylen mit einer Reinheit von ≥ 99,4 Vol.-%

## Angabe der Reinheit bei Metallen
Bei Metallen wird die Reinheit durch eine Ziffer, gefolgt von N angegeben. Dabei gibt die Ziffer, ähnlich dem System bei der Angabe der Reinheit von Gasen, die Anzahl der Neunen an. Die Reinheit 6N bedeutet demnach 99,9999 %, z. B. bei Silicium.

## Verunreinigung (Kontamination)
In verschiedenen technischen, industriellen, naturwissenschaftlichen und medizinischen Bereichen spricht man von Kontamination (auch Kontaminierung) bei einer eingetretenen Verunreinigung von Stoffen, Waren, Arzneien, Lebensmittel, Organismen u. a. durch unerwünschte, in der Regel schädliche Stoffe verschiedener Art. Für Kontaminanten sind oft Grenzwerte (Maximalwerte) in Spezifikationen angegeben, z. B. für Lösungsmittel-Rückstände in Arzneistoffen, pharmazeutischen Hilfsstoffen und Arzneimitteln in den Arzneibüchern.
Im Lebensmittelrecht werden solche unerwünschten Stoffe als Kontaminanten eines Lebensmittels bezeichnet.